# Tour de France 2015/13. Etappe
Die 13. Etappe der Tour de France 2015 fand am 17. Juli 2015 statt. Sie führte von Muret über 198,5 Kilometer nach Rodez. Es gab einen Zwischensprint in Laboutarie nach 92,5 Kilometern sowie zwei Bergwertungen der vierten und eine Bergwertung der dritten Kategorie. Die 13. Etappe zählte als mittelschwere Etappe. Es gingen 175 Fahrer an den Start.

## Rennverlauf

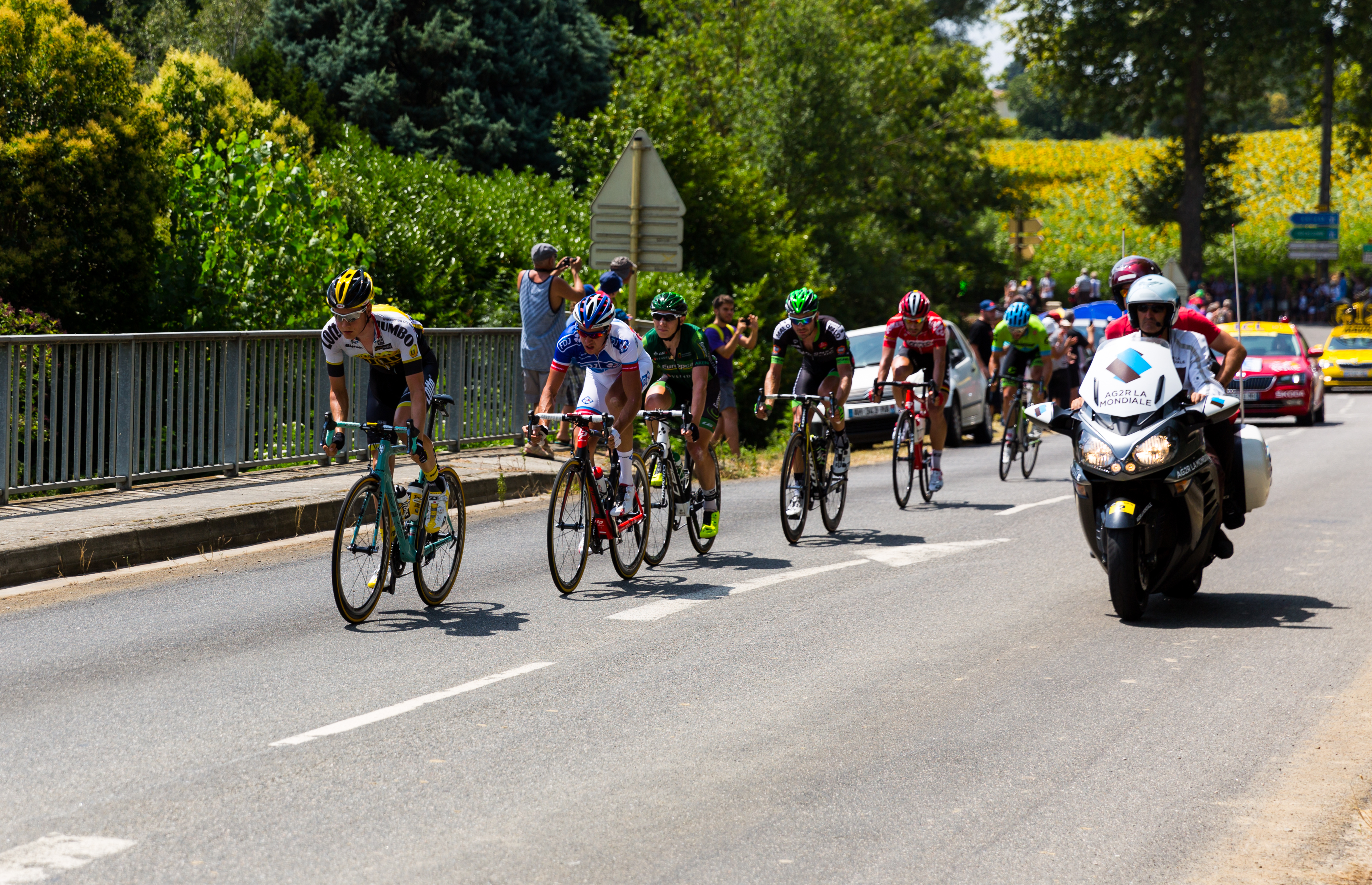
Die Fluchtgruppe der 13. Etappe, u. a. mit Wilco Kelderman (TLJ), Alexandre Geniez (FDJ) und Cyril Gautier (EUC) (v. l. n. r.)

Nach dem Start begannen Alexandre Geniez, Thomas De Gendt, Cyril Gautier und Wilco Kelderman einen Fluchtversuch. Wenig später stießen noch Nathan Haas und Pierre-Luc Périchon dazu, sodass sechs Fahrer ausgerissen waren. Der Vorsprung auf das Feld pendelte sich bei rund vier Minuten ein. Den Zwischensprint entschied De Gendt für sich, im Hauptfeld war André Greipel der erste und lag damit in der virtuellen Punktewertung wieder vor Peter Sagan. Im Folgenden war die Nachführarbeit im Feld nicht konsequent, zwischendurch sorgte eine Tempoverschärfung für ein Auseinanderreißen des Pelotons. Der Vorsprung der Ausreißer ging nur langsam zurück und lag 30 Kilometer vor dem Ziel noch bei etwa zwei Minuten.
Etwa 15 Kilometer vor dem Ziel attackierten Cyril Gautier und Wilco Kelderman aus der Spitzengruppe heraus, nur De Gendt konnte noch folgen. Im Hauptfeld war das Tempo nun höher, der Vorsprung der drei verbliebenen Ausreißer belief sich sieben Kilometer vor dem Ende noch auf eine halbe Minute. Zuletzt versuchte es Kelderman noch im Alleingang, wurde dann aber vom Feld eingeholt. Aus dieser Situation heraus siegte der Belgier Greg Van Avermaet vor Peter Sagan und Jan Bakelants. Durch die Punkte bei der Etappenankunft konnte Sagan das Grüne Trikot verteidigen.
Während der Etappe stürzte der Vorjahreszweite Jean-Christophe Péraud schwer und kam mit über sechs Minuten Rückstand ins Ziel.

## Punktewertungen
| Zwischensprint in Laboutarie nach 92,5 km auf 181 m |                        |                           |         |
| 1.                                                  | Belgien                | Thomas De Gendt (LTS)     | 20 Pkt. |
| 2.                                                  | Frankreich             | Pierre-Luc Périchon (BSE) | 17 Pkt. |
| 3.                                                  | Australien             | Nathan Haas (TCG)         | 15 Pkt. |
| 4.                                                  | Niederlande            | Wilco Kelderman (TLJ)     | 13 Pkt. |
| 5.                                                  | Frankreich             | Alexandre Geniez (FDJ)    | 11 Pkt. |
| 6.                                                  | Frankreich             | Cyril Gautier (EUC)       | 10 Pkt. |
| 7.                                                  | Deutschland            | André Greipel (LTS)       | 9 Pkt.  |
| 8.                                                  | Deutschland            | John Degenkolb (TGA)      | 8 Pkt.  |
| 9.                                                  | Vereinigtes Konigreich | Mark Cavendish (EQS)      | 7 Pkt.  |
| 10.                                                 | Slowakei               | Peter Sagan (TCS)         | 6 Pkt.  |
| 11.                                                 | Frankreich             | Geoffrey Soupe (COF)      | 5 Pkt.  |
| 12.                                                 | Australien             | Mark Renshaw (EQS)        | 4 Pkt.  |
| 13.                                                 | Frankreich             | Bryan Coquard (EUC)       | 3 Pkt.  |
| 14.                                                 | Niederlande            | Koen de Kort (TGA)        | 2 Pkt.  |
| 15.                                                 | Belgien                | Jens Debusschere (LTS)    | 1 Pkt.  |

| Etappenziel in Rodez nach 198,5 km auf 563 m |                        |                          |         |
| 1.                                           | Belgien                | Greg Van Avermaet (BMC)  | 30 Pkt. |
| 2.                                           | Slowakei               | Peter Sagan (TCS)        | 25 Pkt. |
| 3.                                           | Belgien                | Jan Bakelants (ALM)      | 22 Pkt. |
| 4.                                           | Deutschland            | John Degenkolb (TGA)     | 19 Pkt. |
| 5.                                           | Deutschland            | Paul Martens (TLJ)       | 17 Pkt. |
| 6.                                           | Vereinigtes Konigreich | Chris Froome (SKY)       | 15 Pkt. |
| 7.                                           | Italien                | Vincenzo Nibali (AST)    | 13 Pkt. |
| 8.                                           | Spanien                | Alberto Contador (TCS)   | 11 Pkt. |
| 9.                                           | Spanien                | Alejandro Valverde (MOV) | 9 Pkt.  |
| 10.                                          | Vereinigte Staaten     | Tejay van Garderen (BMC) | 7 Pkt.  |
| 11.                                          | Frankreich             | Tony Gallopin (LTS)      | 6 Pkt.  |
| 12.                                          | Kolumbien              | Nairo Quintana (MOV)     | 5 Pkt.  |
| 13.                                          | Niederlande            | Robert Gesink (TLJ)      | 4 Pkt.  |
| 14.                                          | Vereinigtes Konigreich | Geraint Thomas (SKY)     | 3 Pkt.  |
| 15.                                          | Tschechien             | Zdeněk Štybar (EQS)      | 2 Pkt.  |

## Bergwertungen
| Côte de Saint-Cirgue Kategorie 3 nach 131 km auf 422 m 3,8 km bei 5,8 % |            |                        |        |
| 1.                                                                      | Belgien    | Thomas De Gendt (LTS)  | 2 Pkt. |
| 2.                                                                      | Frankreich | Alexandre Geniez (FDJ) | 1 Pkt. |

| Côte de la Pomparie Kategorie 4 nach 156,5 km auf 578 m 2,8 km bei 5,0 % |            |                        |        |
| 1.                                                                       | Frankreich | Alexandre Geniez (FDJ) | 1 Pkt. |

| Côte de la Selve Kategorie 4 nach 167 km auf 661 m 3,9 km bei 3,7 % |             |                       |        |
| 1.                                                                  | Niederlande | Wilco Kelderman (TLJ) | 1 Pkt. |